# Anopheles ethiopicus
Anopheles ethiopicus este o specie de țânțari din genul Anopheles, descrisă de Gillies și Maureen Coetzee în anul 1987.
Este endemică în Etiopia. Conform Catalogue of Life specia Anopheles ethiopicus nu are subspecii cunoscute.